# 艾立法
艾立法（Geoffrey Durnford Iliff，1867年10月7日—1946年6月10日）是一位英国圣公会传教士、圣公会山东教区主教。
1867年10月7日，艾立法出生于泰恩-威尔的桑德兰一个牧师家庭，就读于坎特伯雷圣埃德蒙学校，1881年接受按立。后来他前往中国传教，直至1920年，包括担任圣公会山东教区主教17年。返回英国后在古尔（Goole）担任牧师至1928年，又担任赫里福德教区的会吏长到1941年 1946年6月10日去世。